# Phoma siliquastrum
Phoma siliquastrum är en lavart som beskrevs av Desm. 1849. Phoma siliquastrum ingår i släktet Phoma, ordningen Pleosporales, klassen Dothideomycetes, divisionen sporsäcksvampar och riket svampar.   Inga underarter finns listade i Catalogue of Life.